# Delta Circini
Delta Circini (δ Cir / HD 135240 / HR 5664) es una estrella de la constelación de Circinus, el compás, de magnitud aparente +5,04.
Aunque apenas es la quinta estrella más brillante de la pequeña constelación de Circinus, Delta Circini es una estrella intrínsecamente muy luminosa, siendo 415.000 veces más luminosa que nuestro Sol.
Sólo su enorme distancia respecto al sistema solar, aproximadamente 3700 años luz de acuerdo a la nueva reducción de los datos de paralaje del satélite Hipparcos, hace que no la veamos más brillante. Es una estrella azul de tipo espectral O9V —aunque también ha sido clasificada como O8.5V—, una clase muy escasa entre las estrellas visibles, siendo Naos (ζ Puppis) y ζ Ophiuchi dos de las estrellas más brillantes de tipo O. Son estrellas sumamente calientes; la temperatura superficial de Delta Circini es de aproximadamente 33.000 K.
Tiene una masa estimada de 27 masas solares.
Delta Circini es una binaria espectroscópica con un período orbital de 3,903 días. La estrella que acompaña a la luminosa estrella azul puede ser una enana amarilla similar al Sol. Además es una estrella variable: al igual que Espiga (α Virginis) es una variable elipsoidal rotante, mostrando una pequeña variación en su brillo de 0,154 magnitudes.